# جووانی استروپا
جووانی استروپا (به ایتالیایی: Giovanni Stroppa) بازیکن پیشین و مربی کنونی فوتبال اهل ایتالیا است. او هم‌اکنون هدایت تیم مونتسا را برعهده دارد.

## تیم ملی
از سال ۱۹۹۳ میلادی عضو تیم ملی فوتبال ایتالیا بوده و در ۴ بازی ملی حضور داشته‌است. او در بازی‌های ملی‌اش گلی به ثمر نرساند.
جووانی استروپا آخرین بازی ملی خود را در سال ۱۹۹۴ میلادی انجام داد.

## افتخارات

### بازیکن
آ.ث. میلان
- جام باشگاه‌های اروپا: ۹۰–۱۹۸۹
- سوپرجام اروپا: ۱۹۸۹، ۱۹۹۰، ۱۹۹۴
- جام بین قاره‌ای: ۱۹۸۹، ۱۹۹۰
- سوپر جام فوتبال ایتالیا: ۱۹۹۴